# Філіп Голендер
Філіп  Голендер (угор. Filip Holender, нар. 27 липня 1994, Крагуєваць) — угорський футболіст, півзахисник клубу «Вашаш».

## Клубна кар'єра
Народився 27 липня 1994 року в місті Крагуєваць. Вихованець юнацьких команд футбольних клубів «Раднички» (Крагуєваць) та «Гонвед».
У дорослому футболі дебютував 2012 року виступами за команду клубу «Гонвед ІІ», в якій провів один сезон, взявши участь у 6 матчах чемпіонату.
До складу клубу «Гонвед» приєднався 2013 року. За який відіграв до травня 2019 року та провів 159 матчів в національному чемпіонаті.
Влітку 2019 Філіп переходить до швейцарського «Лугано». 21 липня 2019 забиває свій перший гол у переможному матчі 4-0 проти «Цюриху» в сезоні 2019–20. 25 серпня 2019 він робить дубль у програному матчі 2–3 «Санкт-Галлену».
У жовтні 2020 року на правах оренди Філіп перейшов до клубу «Партизан». Влітку 2021 уклав угоду на один рік.
З 2022 року захищає кольори угорської команди «Вашаш».

## Виступи за збірні
Протягом 2014–2016 років залучався до складу молодіжної збірної Угорщини. На молодіжному рівні зіграв у 4 офіційних матчах.
2018 року дебютував в офіційних матчах у складі національної збірної Угорщини. Провів 16 матчів в яких забив один гол.
| Дата       | Місто     | Господарі  | Результат | Гості      | Турнір                               | Голи | Примітки |
| ---------- | --------- | ---------- | --------- | ---------- | ------------------------------------ | ---- | -------- |
| 18-11-2018 | Будапешт  | Угорщина   | 2 – 0     | Фінляндія  | Ліга націй УЄФА 2018-2019 - 1-й етап | -    | 54'      |
| 21-3-2019  | Трнава    | Словаччина | 2 – 0     | Угорщина   | Відбір до ЧЄ 2020                    | -    | 81'      |
| 11-6-2019  | Будапешт  | Угорщина   | 1 – 0     | Уельс      | Відбір до ЧЄ 2020                    | -    | 59'      |
| 5-9-2019   | Подгориця | Чорногорія | 2 – 1     | Угорщина   | Товариський матч                     | 1    | 64'      |
| 9-9-2019   | Будапешт  | Угорщина   | 1 – 2     | Словаччина | Відбір до ЧЄ 2020                    | -    | 85'      |
| 19-11-2019 | Кардіфф   | Уельс      | 2 – 0     | Угорщина   | Відбір до ЧЄ 2020                    | -    | 83'      |
| Усього     |           | Матчів     | 6         |            | Голів                                | 1    |          |

## Титули і досягнення

### Командні
- Чемпіон Угорщини (1):

«Гонвед»: 2016-2017

### Особисті
- Найкращий бомбардир Чемпіонату Угорщини (1):

«Гонвед»: 2018-2019 (16)